# Slovenská sporiteľňa

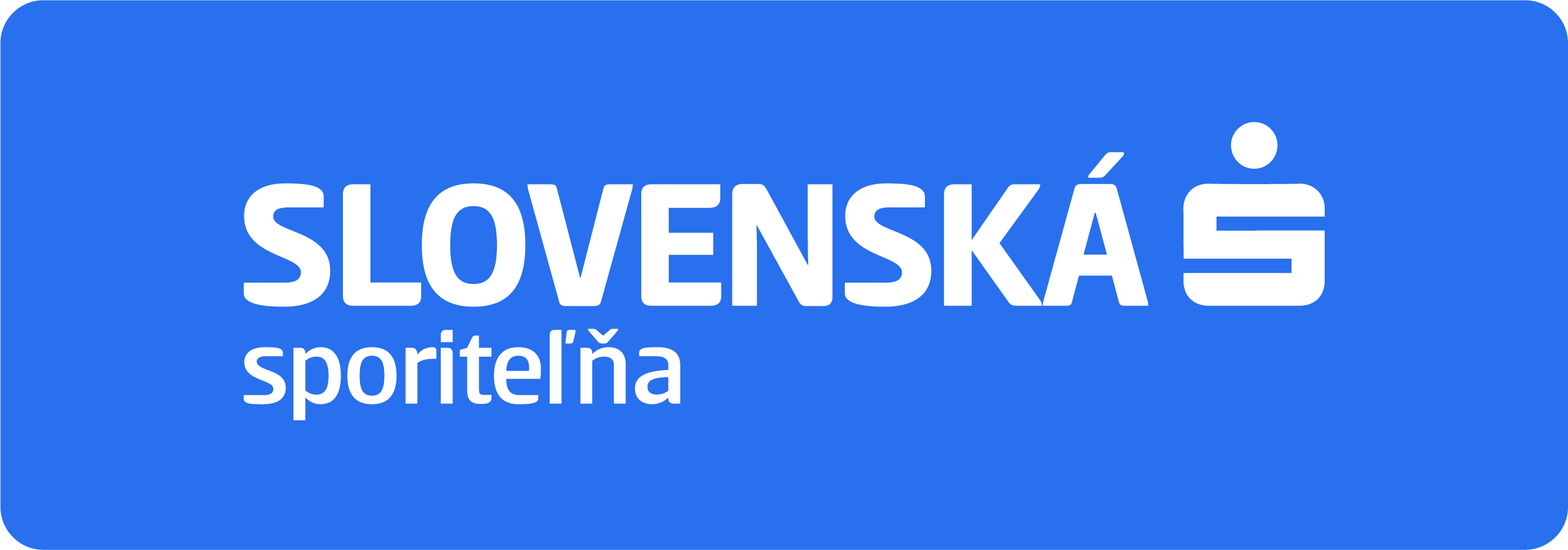
Logo Slovenské spořitelny

Slovenská sporiteľňa (česky Slovenská spořitelna) je největší retailová banka na Slovensku, která patří do rakouské skupiny Erste Bank. Má dlouhodobé vedoucí postavení v oblasti celkových aktiv, vkladů klientů, v počtu obchodních míst, bankomatů a vydaných bankovních platebních karet.

## Ocenění
V roce 2005 Slovenská spořitelna potvrdila postavení největší a nejsilnější banky na Slovensku. V témže roce získala ocenění časopisu Euromoney Nejlepší banka na Slovensku a ocenění Banka roku od renomovaného týdeníku The Banker.